# Kodak DCS Pro SLR/n
Kodak Professional DCS Pro SLR/n — цифровой зеркальный фотоаппарат с 13.5-мегапиксельной полнокадровой КМОП-матрицей (36 × 24 мм), производимой совместно Nikon Corporation и Eastman Kodak. Является доработанной версией камеры Kodak Professional DCS Pro 14n, основана на модернизированной пленочной камере F80, тем самым, совместима практически со всей оптикой с байонетом Nikon F. Камера была анонсирована в начале 2004 года и стала доступна к покупке в середине года. Также существовала монохромная версия данной камеры Kodak Professional DCS Pro SLR/n m.
В камере отсутствует фильтр нижних частот перед матрицей, что делает картинку более резкой. Также обладает значительным динамическим диапазоном.
Другая камера этой серии, Kodak Professional DCS Pro SLR/c, анонсированная месяц спустя, также обладает такой же полнокадровой 35 мм матрицей, электроникой и программным обеспечением, однако базируется на камере SD9, корпорации Сигма, и модифицированным корпусом, с байонетом под оптику Canon EOS.
Обзоры камеры. Обе камеры сняты с производства 31 мая 2005 г.

## Примеры изображений
- Девушка танцует на Карнавале в Берлине, 2008. Kodak DCS Pro 14nx: аналогичная матрица
- паук Крест Святого Андрея